# Belvision Studios
Belvision Studios é um estúdio belga de desenhos animados mais conhecido por produzir os desenhos animados da série As aventuras de Tintim, de Hergé e outras séries de animação. Permaneceu ativa de 1956 até por volta de 1984.

## Ligações Externas
Belvision Studios